# US-amerikanische Badmintonmeisterschaft 2001
Die US-amerikanische Badmintonmeisterschaft 2001 fand vom 5. bis zum 8. April 2001 im Orange County Badminton Club in Orange, Kalifornien, statt.

## Medaillengewinner
| Disziplin    | Gold                    | Silber                                | Bronze                              |
| ------------ | ----------------------- | ------------------------------------- | ----------------------------------- |
| Herreneinzel | Kevin Han               | Alex Liang                            | Khankham Malaythong                 |
| Dameneinzel  | Meiluawati              | Cindy Shi                             | Elie Wu                             |
| Herrendoppel | Howard Bach Kevin Han   | Amarit Rojsirivit Khankham Malaythong | Mathew Fogarty Wu Chibing           |
| Damendoppel  | Cindy Shi Meiluawati    | Janice Tan Elie Wu                    | Melinda Keszthelyi Szilvia Szombati |
| Mixed        | Trisna Gunadi Janis Tan | Alex Liang Julie Yu                   | Wu Chibing Melinda Keszthelyi       |